# Список вооружения и военной техники Воздушно-десантных войск Российской Федерации
Воздушно-десантные войска Российской Федерации имеют на вооружении военную технику как общевойсковую, так и специально созданную под задачи ВДВ.

## Бронетехника
| Тип                    | Изображение           | Производство          | Назначение            | Количество            | Примечания            |
| Основные боевые танки  | Основные боевые танки | Основные боевые танки | Основные боевые танки | Основные боевые танки | Основные боевые танки |
| ---------------------- | --------------------- | --------------------- | --------------------- | --------------------- | --------------------- |
| Т-72Б3Т-72Б3 обр. 2016 |                       | СССР/ Россия          | Основной боевой танк  | 50                    |                       |
| Т-90М                  |                       | Россия                | Основной боевой танк  | 30                    |                       |
| Боевые машины пехоты   |                       |                       |                       |                       |                       |
| БМП-2                  |                       | СССР                  | Боевая машина пехоты  | 50                    |                       |
| Боевые машины десанта  |                       |                       |                       |                       |                       |
| БМД-2БМД-2КУ           |                       | СССР                  | Боевая машина десанта | 650                   | 150 БМД-1 на хранении |
| БМД-4М                 |                       | Россия                | Боевая машина десанта | 200                   |                       |
| Бронетранспортёры      |                       |                       |                       |                       |                       |
| БТР-Д                  |                       | СССР                  | Бронетранспортёр      | 150                   |                       |
| БТР-МДМ «Ракушка»      |                       | Россия                | Бронетранспортёр      | 150                   |                       |
| БТР-82АМ               |                       | СССР/ Россия          | Бронетранспортёр      | 120                   |                       |
| БТР-80                 |                       | СССР                  | Бронетранспортёр      | н/д                   |                       |
| Бронеавтомобили        |                       |                       |                       |                       |                       |
| Тайфун-ВДВ             |                       | Россия                | Бронеавтомобиль 4×4   | некоторое количество  |                       |
| Тигр                   |                       | Россия                | Бронеавтомобиль       | н/д                   |                       |
| Рысь                   |                       | Италия                | Бронеавтомобиль       | н/д                   |                       |

## Противотанковое оружие
| Тип                            | Изображение                      | Производство  | Назначение                                   | Количество | Примечания |
| ------------------------------ | -------------------------------- | ------------- | -------------------------------------------- | ---------- | ---------- |
| 2С25 «Спрут-СД»                |                                  | Россия        | Самоходная противотанковая пушка             | 36+        |            |
| БТР-РД «Робот»                 |                                  | СССР          | Самоходный противотанковый ракетный комплекс | 100        |            |
| 9М113 «Конкурс»                |                                  | СССР          | Переносной противотанковый ракетный комплекс | н/д        |            |
| 9К111 «Фагот»                  |                                  | СССР          | Переносной противотанковый ракетный комплекс | н/д        |            |
| 9К115 «Метис»9К115-1 «Метис-М» | Antitank missile system Metis-M1 | СССР · Россия | Переносной противотанковый ракетный комплекс | н/д        |            |
| 9К135 «Корнет»                 | 9M133 Kornet                     | Россия        | Переносной противотанковый ракетный комплекс | н/д        |            |
| СПГ-9 «Копьё»                  |                                  | СССР          | Станковый противотанковый гранатомёт         | н/д        |            |
| РПГ-7Д/Д3                      |                                  | СССР          | Ручной противотанковый гранатомёт            | н/д        |            |
| РПГ-26                         |                                  | СССР          | Реактивная граната                           | н/д        |            |

## Артиллерия
| Тип                       | Изображение | Производство  | Назначение                                           | Количество           | Примечания             |
| ------------------------- | ----------- | ------------- | ---------------------------------------------------- | -------------------- | ---------------------- |
| 2С1 «Гвоздика»            |             | СССР          | 122-мм самоходная гаубица                            | 16                   |                        |
| 2С5 «Гиацинт-С»           |             | СССР          | 152-мм самоходная пушка                              | 18                   |                        |
| 2С9 «Нона-С»2С9 «Нона-СМ» |             | СССР          | 120-мм самоходная артиллерийская установка           | 23030                | 250 Нона-С на хранении |
| 2С31 «Вена»               |             | Россия        | 120-мм самоходная артиллерийско-миномётная установка | некоторое количество |                        |
| Д-30                      |             | СССР          | 122-мм буксируемая гаубица                           | 100                  |                        |
| 2А36 «Гиацинт-Б»          |             | СССР          | 152-мм пушка                                         | некоторое количество |                        |
| 2А65                      |             | СССР          | 152-мм буксируемая гаубица                           | н/д                  |                        |
| 2Б23 «Нона-М1»            |             | СССР · Россия | 120-мм миномёт                                       | 50+                  |                        |
| 2Б14 «Поднос»             |             | СССР          | 82-мм миномёт                                        | 150                  |                        |
| БМ-21 «Град»              |             | СССР          | 122-мм реактивная система залпового огня             | 36                   |                        |
| 9П140 «Ураган»            |             | СССР          | 220-мм реактивная система залпового огня             | некоторое количество |                        |

## Средства противовоздушной обороны
| Тип                                     | Изображение | Производство | Назначение                                                       | Количество | Примечания |
| --------------------------------------- | ----------- | ------------ | ---------------------------------------------------------------- | ---------- | ---------- |
| 9K333 «Верба»                           |             | Россия       | Переносной зенитный ракетный комплекс                            | н/д        |            |
| 9K38 «Игла»9К310 «Игла-1»9К338 «Игла-С» |             | Россия       | Переносной зенитный ракетный комплекс                            | н/д        |            |
| Стрела-10МНСтрела-10М3                  |             | СССР         | ЗРК ближнего действия                                            | 30         |            |
| БТР-ЗД «Скрежет»                        |             | СССР         | Зенитная артиллерийская установка Бронетранспортёр расчётов ПЗРК | 150        |            |
| ЗУ-23-2                                 |             | СССР         | Зенитная артиллерийская установка                                | н/д        |            |

## Автомобили и вездеходы
Основой автомобильной техники ВДВ является автомобили семейства «Мустанг» производства Камского автозавода. Множество вариантов на базе грузовых автомобилей Урал, ГАЗ, КамАЗ, легковых УАЗ.
| Тип                 | Изображение | Производство | Назначение  | Количество | Примечания |
| Вездеходы           | Вездеходы   | Вездеходы    | Вездеходы   | Вездеходы  | Вездеходы  |
| ------------------- | ----------- | ------------ | ----------- | ---------- | ---------- |
| А-1                 |             | Россия       | Снегоход    | н/д        |            |
| Грузовики           |             |              |             |            |            |
| КАМАЗ-5350          |             | Россия       | Грузовик    | н/д        |            |
| КАМАЗ-43501         |             | Россия       | Грузовик    | н/д        |            |
| Легковые автомобили |             |              |             |            |            |
| УАЗ-23632           |             | Россия       | Вседорожник | н/д        |            |

## Средства связи и управления
| Тип                               | Изображение                         | Производство                | Назначение                                               | Количество                  | Примечания                  |
| Средства связи и управления       | Средства связи и управления         | Средства связи и управления | Средства связи и управления                              | Средства связи и управления | Средства связи и управления |
| --------------------------------- | ----------------------------------- | --------------------------- | -------------------------------------------------------- | --------------------------- | --------------------------- |
| Цивик                             |                                     | Россия                      | Цифровая телекоммуникационная система                    | н/д                         |                             |
| Полёт-К                           |                                     | Россия                      | Автоматизированная система управления войсками           | н/д                         |                             |
| Андромеда-Д                       |                                     | Россия                      | Автоматизированная система управления войсками           | н/д                         |                             |
| Р-159                             |                                     | СССР                        | Портативная радиостанция                                 | н/д                         |                             |
| Р-392                             |                                     | СССР                        | Портативная радиостанция                                 | н/д                         |                             |
| Р-853                             |                                     | СССР                        | Портативная радиостанция                                 | н/д                         |                             |
| АРК-2 «Арахис»                    |                                     | Россия                      | Портативная радиостанция                                 | н/д                         |                             |
| Р-163-1 «Арбалет»Р-163-1УР-163-1К |                                     | Россия                      | Портативная радиостанция                                 | н/д                         |                             |
| Р-187П1 «Азарт»                   |                                     | Россия                      | Портативная цифровая радиостанция                        | н/д                         |                             |
| Р-166                             |                                     | Россия                      | Радиостанция КВ-УКВ                                      | н/д                         |                             |
| Р-419Л1                           |                                     | Россия                      | Радиорелейная станция                                    | н/д                         |                             |
| П-230Т                            |                                     | Россия                      | Командно-штабная машина                                  | н/д                         |                             |
| Р-149БМРД                         |                                     | Россия                      | Командно-штабная машина                                  | н/д                         |                             |
| БМД-1КШ-А                         |                                     | СССР                        | Командно-штабная машина                                  | н/д                         |                             |
| БМД-2К-АУ                         |                                     | СССР                        | Командно-штабная машина                                  | н/д                         |                             |
| Р-142ДА                           |                                     | Россия                      | Командно-штабная машина                                  | н/д                         |                             |
| БМД-1Р «Синица»                   |                                     | СССР                        | Радиостанция                                             | н/д                         |                             |
| Прочее                            |                                     |                             |                                                          |                             |                             |
| ПДУ-4                             |                                     | Россия                      | Прибор дальномерно-угломерный                            | н/д                         |                             |
| Стрелец                           | Дальномер из состава КРУС «Стрелец» | Россия                      | Комплекс разведки, управления и связи войсковой разведки | н/д                         |                             |
| Орион                             |                                     | Россия                      | Навигатор                                                | н/д                         |                             |
| Реостат-1                         |                                     | СССР · Россия               | Машина управления огнём артиллерии                       | н/д                         |                             |
| Барнаул-Т                         |                                     | Россия                      | Система управления комплексами ПВО                       | н/д                         |                             |
| 1Л122 «Гармонь»                   |                                     | Россия                      | Малогабаритная радиолокационная станция                  | н/д                         |                             |

## Средства радиоэлектронной борьбы
| Тип                | Изображение | Производство | Назначение | Количество | Примечания |
| ------------------ | ----------- | ------------ | --- | ---------- | ---------- |
| Леер-2             |             | Россия       | Комплекс радиоэлектронной борьбы | н/д        |            |
| РБ-341В «Леер-3»   |             | Россия       | Комплекс радиоэлектронной борьбы | н/д        |            |
| РБ-531Б «Инфауна»  |             | Россия       | Комплекс радиоэлектронной борьбы | н/д        |            |
| РБ-333П «Лесочек»  |             | Россия       | Малогабаритный комплекс радиоэлектронного подавления | н/д        |            |
| РП-377Л «Лорандит» |             | Россия       | Малогабаритный комплекс радиоэлектронной борьбы | н/д        |            |
| РБ-636 «Свет-КУ»   |             | Россия       | Комплекс поиска и пеленгования источников радиоизлучений | н/д        |            |
| МКТК-1А «Дзюдоист» |             | Россия       | Мобильный автоматизированный комплекс радио-, радиотехнического и специального контроля эффективности защиты информации и оценки электромагнитной обстановки | н/д        |            |

## Парашютные системы
| Тип                                        | Изображение | Производство  | Назначение                                             | Количество | Примечания |
| ------------------------------------------ | ----------- | ------------- | ------------------------------------------------------ | ---------- | ---------- |
| Д-5                                        |             | СССР          | Парашютная управляемая система специального назначения | н/д        |            |
| Д-6                                        |             | СССР          | Парашютная управляемая система специального назначения | н/д        |            |
| Д-10                                       |             | СССР · Россия | Парашютная управляемая система специального назначения | н/д        |            |
| З-5                                        |             | Россия        | Парашютная управляемая система специального назначения | н/д        |            |
| Арбалет-1                                  |             | Россия        | Парашютная управляемая система специального назначения | н/д        |            |
| Арбалет-2                                  |             | Россия        | Парашютная управляемая система специального назначения | н/д        |            |
| Лесник                                     |             | Россия        | Парашютная управляемая система специального назначения | н/д        |            |
| П-7                                        |             | СССР          | Парашютная платформа                                   | н/д        |            |
| ПБС-915ПБС-916ПБС-925ПБС-926ПБС-950ПБС-952 |             | СССР · Россия | Парашютная бесплатформенная система                    | н/д        |            |
| ПБС-950У «Бахча-У-ПДС»                     |             | Россия        | Парашютная бесплатформенная система                    | н/д        |            |
| ПРСМ-916                                   |             | СССР          | Парашютная бесплатформенная система                    | н/д        |            |
| УГКПС-50                                   |             | СССР          | Автономная парашютная система                          | н/д        |            |

## Противопехотное оружие
| Тип                    | Изображение | Производство  | Назначение                            | Количество | Примечания                                               |
| Пистолеты              | Пистолеты   | Пистолеты     | Пистолеты                             | Пистолеты  | Пистолеты                                                |
| ---------------------- | ----------- | ------------- | ------------------------------------- | ---------- | -------------------------------------------------------- |
| ПММ                    |             | Россия        | Пистолет                              | н/д        |                                                          |
| Пистолет Ярыгина       |             | Россия        | Пистолет                              | н/д        |                                                          |
| ПСС                    |             | СССР          | Бесшумный пистолет                    | н/д        |                                                          |
| Автоматы               |             |               |                                       |            |                                                          |
| АКС-74                 |             | СССР          | Автомат                               | н/д        |                                                          |
| АК-74М                 |             | Россия        | Автомат                               | н/д        |                                                          |
| Вал                    |             | СССР · Россия | Бесшумный автомат                     | н/д        |                                                          |
| Пулемёты               |             |               |                                       |            |                                                          |
| ПКМ                    |             | СССР          | Единый пулемёт                        | н/д        |                                                          |
| Печенег                |             | Россия        | Единый пулемёт                        | н/д        |                                                          |
| НСВ                    |             | СССР          | Крупнокалиберный пулемёт              | н/д        |                                                          |
| Корд                   |             | Россия        | Крупнокалиберный пулемёт              | н/д        |                                                          |
| Снайперские винтовки   |             |               |                                       |            |                                                          |
| СВ-98                  |             | Россия        | Снайперская винтовка                  | н/д        |                                                          |
| МЦ-116М                |             | Россия        | Снайперская винтовка                  | н/д        |                                                          |
| ВСС «Винторез»         |             | Россия        | Бесшумная снайперская винтовка        | н/д        |                                                          |
| Steyr SSG 04           |             | Австрия       | Снайперская винтовка                  | н/д        | Закуплены для спецназа и разведывательных подразделений. |
| ОСВ-96                 |             | Россия        | Крупнокалиберная снайперская винтовка | н/д        |                                                          |
| АСВК                   |             | Россия        | Крупнокалиберная снайперская винтовка | н/д        |                                                          |
| Гранатомёты и огнемёты |             |               |                                       |            |                                                          |
| АГС-17                 |             | СССР          | Автоматический станковый гранатомёт   | н/д        |                                                          |
| АГС-30                 |             | Россия        | Автоматический станковый гранатомёт   | н/д        |                                                          |
| ГП-25                  |             | СССР          | Подствольный гранатомёт               | н/д        |                                                          |
| ГП-34                  |             | Россия        | Подствольный гранатомёт               | н/д        |                                                          |
| РПО-А «Шмель»          |             | СССР · Россия | Реактивный огнемёт                    | н/д        |                                                          |

## Беспилотники и барражирующие боеприпасы
| Тип         | Изображение | Производство | Назначение                       | Количество | Примечания                            |
| ----------- | ----------- | ------------ | -------------------------------- | ---------- | ------------------------------------- |
| Искатель    |             | Россия       | Разведывательный комплекс с БПЛА | н/д        | В комплекс входит 2 беспилотника Т-4. |
| Орлан-10    |             | Россия       | Многофункциональный БПЛА         | н/д        |                                       |
| Элерон-3СВ  |             | Россия       | Тактический разведывательный БЛА | н/д        |                                       |
| Тахион      |             | Россия       | Тактический разведывательный БЛА | н/д        |                                       |
| ZALA 421-16 |             | Россия       | Тактический разведывательный БЛА | н/д        |                                       |
| ZALA Ланцет |             | Россия       | Барражирующий боеприпас          | н/д        |                                       |
| Бумеранг    |             | Россия       | Барражирующий боеприпас          | н/д        | Ударный FPV-дрон.                     |

## Инженерная техника
| Тип     | Изображение | Производство | Назначение                               | Количество | Примечания |
| ------- | ----------- | ------------ | ---------------------------------------- | ---------- | ---------- |
| МПЗ-МВК |             | Россия       | Мобильная водолазная станция             | н/д        |            |
| КС-3574 |             | Россия       | Автокран                                 | н/д        |            |
| ИНВУ-П  |             | Россия       | Искатель неконтактных взрывных устройств | н/д        |            |
| Коршун  |             | Россия       | Искатель неконтактных взрывных устройств | н/д        |            |
| ИМП-2С  |             | СССР         | Миноискатель                             | н/д        |            |
| СКО-10  |             | Россия       | Станция комплексной очистки              | н/д        |            |
| НФ-10   |             | Россия       | Переносной фильтр очистки воды           | н/д        |            |

## Военная техника МТО
| Тип    | Изображение | Производство | Назначение                                  | Количество | Примечания |
| ------ | ----------- | ------------ | ------------------------------------------- | ---------- | ---------- |
| БРЭМ-Д |             | СССР         | Бронированная ремонтно-эвакуационная машина | н/д        |            |
| РЭМ-КЛ |             | Россия       | Ремонтно-эвакуационная машина               | н/д        |            |

## Военная техника РХБЗ
| Тип                | Изображение | Производство | Назначение                         | Количество | Примечания |
| ------------------ | ----------- | ------------ | ---------------------------------- | ---------- | ---------- |
| ТОС-1А «Солнцепёк» |             | Россия       | Тяжёлая огнемётная система         | 3          |            |
| РХМ-5РХМ-5М        |             | Россия       | Разведывательная химическая машина | н/д        |            |
| РХМ-6              |             | Россия       | Разведывательная химическая машина | н/д        |            |
| АРС-14КМ           |             | Россия       | Авторазливочная станция            | н/д        |            |